# Phyllanthus submarginalis
Phyllanthus submarginalis är en emblikaväxtart som beskrevs av Airy Shaw. Phyllanthus submarginalis ingår i släktet Phyllanthus och familjen emblikaväxter. Inga underarter finns listade i Catalogue of Life.